# 艾因代海卜區
34°50′40″N 1°32′57″E / 34.8445°N 1.5492°E
艾因代海卜區（阿拉伯语：‎），是阿爾及利亞的行政區，位於該國西北部，由提亞雷特省負責管轄，首府設於艾因代海卜，面積5,528平方公里，2008年人口46,082，人口密度每平方公里8人。